# 남곡초등학교
남곡초등학교는 대한민국 경기도 용인시 처인구에 있는 공립 초등학교이다.

## 학교 연혁
- 1949년 9월 1일 : 남사국민학교 남산 분교장 설립
- 1950년 2월 1일 : 남곡국민학교로 승격(초대교장: 박영래)
- 1952년 3월 22일 : 제1회 졸업식 거행
- 1972년 11월 2일 : 문교부 및 농촌 진흥청 지정 자활 급식학교(우리나라 최초 학교급식 실시)
- 1982년 3월 30일 : 체육부 지정 농촌형 자활 급식학교
- 1996년 2월 15일 : 남곡초등학교로 교명 변경
- 2004년 3월 1일 : 돌아오는 농촌학교 만들기 대상학교 지정(경기도교육청)
- 2004년 3월 30일 : 골프장 완공
- 2004년 4월 6일 : 인라인 스케이트장 완공
- 2009년 3월 1일 : 교육평가연구학교, 교과교육중심학교 지정
- 2010년 6월 1일 : 돌아오는 농촌학교 만들기 대상학교 재지정(경기도교육청)
- 2011년 3월 1일 : 학교문화선도 시범학교(경기도교육청지정)
- 2012년 3월 1일 : 여성가족부 지정 양성평등선도학교
- 2012년 8월 29일 : 국궁 체험장 건립
- 2013년 3월 1일 : 인터넷윤리학교 및 창의경영학교 운영
- 2013년 12월 20일 : 양성평등교육 경기도교육감 표창
- 2014년 2월 14일 : 제63회 졸업(졸업생 누계 3,061명)
- 2014년 3월 1일 : 제24대 신혜원 교장선생님 취임
- 2014년 3월 1일 : 6학급 편성(유치원 1학급)
- 2015년 2월 13일 : 제64회 졸업(졸업생 누계 3,074명)
- 2015년 3월 1일 : 6학급 편성(유치원 1학급)
- 2015년 3월 1일 : 혁신공감학교 지정
- 2015년 3월 1일 : 체험학습장 지정
- 2018년 9월 1일 : 용인남사(아곡)지구도시개발사업 지구일 남사면 한숲로 110에 신 교사 신설, 구 교사(남사면 남산로 7)는 제2캠퍼스로 전환 및 더 이상 학생을 받지 않고 2023년까지 운영
- 2024년 2월 29일 : 제2캠퍼스(구 교사) 폐지